# Gare de Champagnole-Paul-Émile-Victor
Ne doit pas être confondu avec Gare de Champagnole.
La gare de Champagnole-Paul-Émile-Victor est une gare ferroviaire française de la ligne d'Andelot-en-Montagne à La Cluse (dite aussi ligne des Hirondelles), située rue des jardiniers, à Champagnole dans le département du Jura en région Bourgogne-Franche-Comté. Elle dessert notamment le lycée polyvalent Paul-Émile-Victor.
Elle est inaugurée et mise en service en 2002 par la région Franche-Comté et la Société nationale des chemins de fer français (SNCF).
C'est une halte voyageurs de la SNCF desservie par des trains TER Bourgogne-Franche-Comté.

## Situation ferroviaire
Établie à 543 mètres d'altitude, la gare de Champagnole-Paul-Émile-Victor est située au point kilométrique (PK) 014,850 de la ligne d'Andelot-en-Montagne à La Cluse (voie unique), entre les gares ouvertes de Champagnole et de La Chaux-des-Crotenay. En direction de La Chaux-des-Crotenay, s'intercalent les gares fermées du Vaudioux et de Siam.

## Histoire
La demande à la SNCF de la création d'une halte pour desservir le Lycée polyvalent Paul-Émile-Victor est l'une des premières actions de la région Franche-Comté après l'acquisition officielle de la compétence TER. Le chantier de construction du quai et de pose de l'abri est réalisé rapidement, la réception du chantier a lieu le 29 juillet 2002. 
L'inauguration officielle de la halte « Champagnole-Paul-Émile-Victor » a lieu le 3 octobre 2002 en présence des diverses personnalités de la région, du département et de la SNCF. Réalisée dans le cadre du plan État-Région (2000/2006) elle a nécessité un investissement global de 180 609 euros

## Service des voyageurs

### Accueil
Halte SNCF, c'est un point d'arrêt non géré (PANG) à accès libre. Elle est équipée d'un quai avec un abri.

### Desserte
Champagnole-Paul-Émile-Victor est desservie par des trains du réseau TER Bourgogne-Franche-Comté de la ligne Dole - Mouchard - Saint-Claude - Pontarlier.

### Intermodalité
Elle permet aux élèves du Lycée polyvalent Paul-Émile-Victor de rejoindre à pied leur établissement situé à proximité.